# Stenosmia minima
Stenosmia minima là một loài Hymenoptera trong họ Megachilidae. Loài này được von Schulthess mô tả khoa học năm 1924.